# Kororinpa
Kororinpa (コロリンパ, conocido como Kororinpa: Marble Mania en Norteamérica) es un videojuego de Nintendo Wii. Fue lanzado en Japón el 2 de diciembre de 2006 como un título de lanzamiento para la Wii, luego en Europa el 23 de febrero de 2007, y en Norteamérica el 20 de marzo de 2007.

## Jugabilidad
Kororinpa está basado en el juego de canicas Laberinto pero con un nuevo giro: en lugar de utilizar pomos a los costados para inclinar el nivel, el jugador rota el Wii Remote como si sostuviera los caminos. Existen 45 niveles que incrementan la dificultad, y que finalmente requerirán velocidad y precisión.
Algunos laberintos harán que el jugador incline el tablero de forma que algunas paredes se vuelvan pisos, o para interactuar con objetos como magnetos o cintas transportadoras. Cada nivel contiene un número de cristales naranjas y un solo cristal verde. Se requerirá recolectar todos los cristales naranjas para progresar, mientras que los cristales verdes son opcionales, pero desbloquearán niveles secretos. Además, los jugadores podrán recibir trofeos de bronce, plata u oro por completar niveles dentro de un límite de tiempo predeterminado. Obtener estos trofeos desbloquea nuevas bolas, música, y 5 niveles extra. Una vez que los cuarenta y cinco niveles hayan sido completados, se desbloqueará un modo espejo.

## Recepción
| Aggregator   | Score                            |
| ------------ | -------------------------------- |
| GameRankings | 71% (basado en 44 reseñas)       |
| Metacritic   | 69 de 100 (basado en 39 reseñas) |

| Publication | Score         |
| ----------- | ------------- |
| 1Up.com     | B             |
| Eurogamer   | 6 out of 10   |
| Famitsu     | 24 out of 40  |
| GameSpot    | 5.8 out of 10 |
| IGN         | 6.2 out of 10 |

El juego recibió reseñas mixtas, pero en su mayoría positivas. IGN UK le otorgó al juego un 6,1 de 10, citando al juego como «difícil de no encariñarse con él», señalando su «banda sonora alegre y su diseño de nivel astuto difícil de resistir». Sin embargo, criticaron al juego por su carencia de niveles o desafío, y su «cámara mal concebida». Las revistas británicas NGamer y la revista oficial de Nintendo fueron menos críticas, otorgando a Kororinpa un 81 de 100 y un 80% respectivamente. La revista de Nintendo elogió al juego por sus controles y el modo multijugador. En GameRankings, el juego recibió un promedio de 70% de 21 reseñas.
Kororinpa vendió solamente 2.416 copias el 2 de diciembre de 2006, el día que se lanzó la Wii en Japón.

### Secuela
Marble Saga: Kororinpa cuenta con una trama en la cual el jugador ayuda a una pequeña hormiga llamada Anthony y a su colonia a encontrar la semilla del girasol dorado. Los jugadores navegarán por setenta y un niveles a través de nueve áreas para abrir el templo Stump, el área final. Marble Saga: Kororinpa también cuenta con treinta niveles especiales en el lanzamiento norteamericano y cien niveles especiales en el lanzamiento europeo diseñados para usar el Wii balance board. El juego dispone de modos de carrera multijugador, un modo edición para la creación de niveles personalizados, con la capacidad de compartirlos a través de la conexión Wi-Fi de Nintendo, e integración de Mii. El juego fue lanzado en Norteamérica el 17 de marzo de 2009, en Europa el 1 de mayo de 2009, y en Japón el 6 de agosto de 2009. Una secuela para Nintendo 3DS fue planeada pero jamás fue lanzada.